# ХАДІ-7

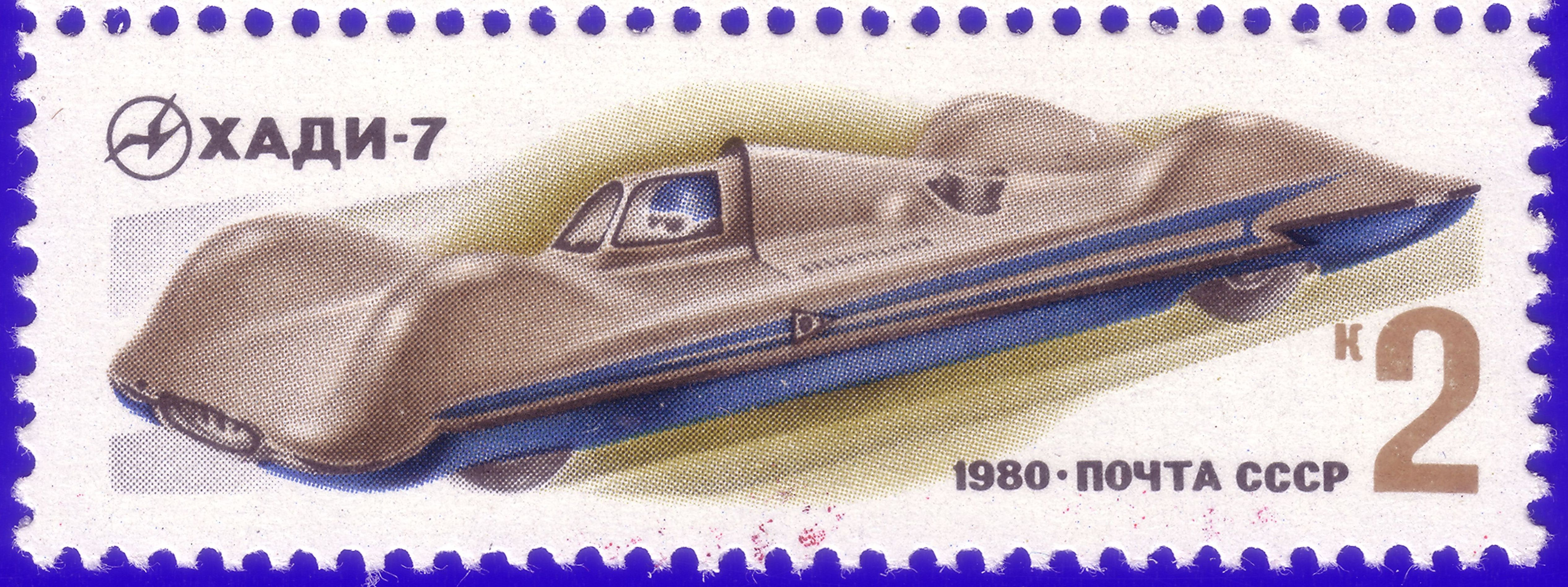
ХАДІ-7 на марці СРСР 1980 року

ХАДІ-7 – швидкісний автомобіль, створений у лабораторії швидкісних автомобілів ХАДІ (Харків, Україна) у 1966 році. Автор проекту автомобіля та керівник лабораторії - Володимир Костянтинович Нікітін . ХАДІ-7 належить до класу 2 групи VIII[джерело?].
На ХАДІ-7 було встановлено гелікоптерний газотурбінний двигун ВМД-350, потужністю 400 кінських сил.
Розрахункова швидкість ХАДІ-7 становила понад 400 км/год, але її не було досягнуто через те, що в СРСР після закриття заїздів на озері Баскунчак була відсутня підходяща траса, на якій автомобіль міг розвинути таку швидкість.
ХАДІ-7 брав участь у рекордних заїздах з 1966 по 1972 рік. На Чугуївській трасі 1966 року розвинув швидкість 320 км/год на дистанції 1 км, стартувавши з місця. Всього ХАДІ-7 в 1966- 1967 роках поставив чотири всесоюзних рекорду.